# Grace Roosevelt
Grace Roosevelt (* 3. Juni 1867 in Hyde Park; † 29. November 1945) war eine US-amerikanische Tennisspielerin im letzten Jahrzehnt des 19. Jahrhunderts.

## Leben
Im Jahr 1890 gewann sie mit ihrer Schwester Ellen Roosevelt das Damendoppel bei den US-amerikanischen Tennismeisterschaften. Sie besiegten die Titelverteidigerinnen Bertha Townsend und Margarette Ballard in zwei Sätzen mit 6:1, 6:2. 
Grace Roosevelt war eine Cousine des US-Präsidenten Franklin Delano Roosevelt.